# Góry Rauczuańskie
Góry Rauczuańskie (ros. Раучуанский хребет) – góry w azjatyckiej części Rosji, w Czukockim Okręgu Autonomicznym.
Leżą na północ od Gór Aniujskich, pomiędzy Niziną Kołymską a górami Ilirnejski Kriaż; długość pasma ok. 280 km; wysokość do 1596 m n.p.m.; zbudowane z mezozoicznych piaskowców i łupków ilastych z intruzjami skał magmowych; klimat subpolarny; dominuje tundra górska.
Przez Góry Rauczuańskie przełamuje się rzeka Rauczua; źródła mają tu prawe dopływy Małego Aniuja.